# Friedrich Gaedcke
Friedrich Georg Carl Gaedcke (Bonn, 5 de junho de 1828 – Dömitz, 19 de setembro de 1890) foi um químico alemão. Segundo algumas fontes, é apontado como a primeira pessoa a isolar o alcaloide da cocaína em 1855.
Friedrich nomeou o alcaloide de "Erythroxyline", e publicou uma descrição do mesmo na revista "Archiv der Pharmazie".
Friedrich trabalhou em uma farmácia em Rostock, mesma cidade onde estudou entre 1850 e 1851. Em 1856 ele fundou uma farmácia em Dömitz, onde viveu por 34 anos.